# Liste des sites classés et inscrits du Haut-Rhin
Cet article recense les sites classés et inscrits du Haut-Rhin, en France.

## Liste

### Sites classés
La liste suivante recense les sites classés du Haut-Rhin en 2024.
| Site                                               | Communes             | Date             | Superficie (ha) | Notes | Coordonnées                 | Photo |
| -------------------------------------------------- | -------------------- | ---------------- | --------------- | --- | --------------------------- | ----- |
| Groupe de maisons en bordure de la Grande rue      | Ammerschwihr         | 28 mai 1946      | 0,18            | La protection concerne un ensemble de maisons situées le long des numéros pairs de la Grande rue, entre la porte Haute et la rue des Raisins.                                                                    | 48° 07′ 30″ N, 7° 16′ 45″ E |       |
| Chênes de Felselé                                  | Guebwiller           | 28 mai 1946      | 0               | Ensemble de quatre chênes dans la forêt communale de Guebwiller ; un seul arbre a survécu depuis la protection en 1946.                                                                                          | 47° 54′ 22″ N, 7° 11′ 29″ E |       |
| Rocher et chapelle Saint-Wolfgang                  | Kaysersberg Vignoble | 4 mars 1938      | 0,05            | La chapelle est inscrite comme monument historique. | 48° 08′ 07″ N, 7° 15′ 57″ E |       |
| Massif du Grand-Hohnack                            | Labaroche            | 8 septembre 1936 | 62,95           | | 48° 05′ 21″ N, 7° 11′ 16″ E |       |
| Domaine de Schoppenwihr                            | Ostheim              | 28 octobre 1975  | 36,16           | | 48° 08′ 12″ N, 7° 21′ 49″ E |       |
| Rocher du Saut du Cerf                             | Ribeauvillé          | 22 avril 1937    | 0               | Rocher situé dans la forêt communale, dominant de près de 30 m le carrefour des routes joignant Ribeauvillé à Sainte-Marie-aux-Mines et Aubure.                                                                  | 48° 12′ 40″ N, 7° 14′ 36″ E |       |
| Ballon d'Alsace                                    | Sewen                | 5 juillet 1982   | 2 716           | La protection s'étend également sur les départements voisins des Vosges (Saint-Maurice-sur-Moselle) et du Territoire de Belfort (Lepuix).                                                                        | 47° 48′ 58″ N, 6° 52′ 44″ E |       |
| Tafelbaum                                          | Stetten              | 27 octobre 1937  | 0               | Il s'agit d'un chêne de 22 m de haut, 5 m de circonférence et vieux de quatre siècles ; son nom, qui signifie « Arbre au tableau », fait référence à un tableau de la Vierge qui est posé sur son tronc.         | 47° 37′ 12″ N, 7° 24′ 28″ E |       |
| Peuplier de la tour des Sorcières                  | Thann                | 27 octobre 1936  | 0               | Peuplier de plus de 15 m de haut et de 5,6 m de circonférence ; planté place de la République en 1848 et transplanté à son emplacement actuel en 1852, près d'une tour des anciennes fortifications de la ville. | 47° 48′ 43″ N, 7° 06′ 14″ E |       |
| Peuplier de l'ancienne maison des garde-champêtres | Thann                | 7 juin 1937      | 0               | | 47° 48′ 21″ N, 7° 06′ 12″ E |       |

### Sites inscrits
La liste suivante recense les sites inscrits du Haut-Rhin en 2024.
| Site                                     | Communes | Date               | Superficie (ha) | Critères et notes | Coordonnées                 | Photo |
| ---------------------------------------- | --- | ------------------ | --------------- | --- | --------------------------- | ----- |
| Île d'Artzenheim-Marckholsheim           | Artzenheim, Baltzenheim | 28 décembre 1967   | 68,52           | Île du Rhin ; la protection s'étend sur la commune de Marckholsheim dans le Bas-Rhin. Le site est frontalier de l'Allemagne.                              | 48° 06′ 51″ N, 7° 34′ 32″ E |       |
| Île de Kembs-Brisach                     | Balgau, Bantzenheim, Biesheim, Blodelsheim, Chalampé, Fessenheim, Geiswasser, Hombourg, Kembs, Nambsheim, Niffer, Ottmarsheim, Petit-Landau, Rosenau, Rumersheim-le-Haut, Village-Neuf, Vogelgrun | 28 décembre 1967   | 2 327,49        | L'île, située entre le grand canal d'Alsace et le Rhin, s'étend sur une cinquantaine de kilomètres du nord au sud. Le site est frontalier de l'Allemagne. | 47° 49′ 46″ N, 7° 33′ 16″ E |       |
| Quartiers anciens urbains                | Bergheim | 14 mai 1970        | 42,25           | | 48° 12′ 22″ N, 7° 21′ 46″ E |       |
| Massif des Vosges                        | Bergheim, Lièpvre, Rodern, Rombach-le-Franc, Rorschwihr, Saint-Hippolyte, Thannenkirch | 1er septembre 1971 | 45 851,08       | La protection s'étend également sur 54 communes du Bas-Rhin.                                                                                              | 48° 15′ 42″ N, 7° 17′ 45″ E |       |
| Ensemble urbain                          | Colmar | 7 décembre 1964    | 48,77           | Le site correspond au centre-ville de Colmar. | 48° 04′ 36″ N, 7° 21′ 31″ E |       |
| Ensemble urbain                          | Eguisheim | 14 mai 1970        | 7,11            | Le site correspond au centre d'Eguisheim, à l'intérieur des anciennes fortifications.                                                                     | 48° 02′ 34″ N, 7° 18′ 22″ E |       |
| Massif Schlucht-Hohneck                  | Fellering, Kruth, Le Bonhomme, Metzeral, Mittlach, Muhlbach-sur-Munster, Oderen, Orbey, Sondernach, Soultzeren, Stosswihr, Wildenstein                                                            | 24 novembre 1972   | 15 525          | Le site s'étend également sur le département voisin des Vosges (communes de La Bresse, Plainfaing, Le Valtin et Xonrupt-Longemer).                        | 48° 01′ 19″ N, 7° 02′ 30″ E |       |
| Ensemble urbain                          | Gueberschwihr | 14 mai 1970        | 43,74           | | 48° 00′ 13″ N, 7° 16′ 31″ E |       |
| Forêt du Hardwald                        | Heiteren | 16 août 1979       | 307,09          | Le site est également une réserve naturelle régionale. | 47° 57′ 17″ N, 7° 31′ 15″ E |       |
| Église et cimetière                      | Hunawihr | 6 novembre 1937    | 0,28            | L'église est classée comme monument historique. | 48° 10′ 42″ N, 7° 18′ 38″ E |       |
| Abords du château                        | Kaysersberg Vignoble | 4 juillet 1939     | 1,81            | Le château est classé comme monument historique. | 48° 08′ 24″ N, 7° 15′ 43″ E |       |
| Abords du pont fortifié sur la Weiss     | Kaysersberg Vignoble | 7 décembre 1939    | 0,83            | Le pont est inscrit comme monument historique. | 48° 08′ 25″ N, 7° 15′ 39″ E |       |
| Quartiers anciens urbains de Kaysersberg | Kaysersberg Vignoble | 22 juin 1970       | 39,2            | | 48° 08′ 18″ N, 7° 15′ 43″ E |       |
| Abords de l'abbatiale                    | Murbach | 11 septembre 1936  | 0,64            | | 47° 55′ 24″ N, 7° 09′ 30″ E |       |
| Quartiers anciens urbains                | Riquewihr | 14 mai 1970        | 18,93           | Site urbain situé à l'intérieur des fortifications. | 48° 10′ 00″ N, 7° 17′ 52″ E |       |
| Quartiers anciens urbains                | Rouffach | 14 mai 1970        | 51,97           | | 47° 57′ 34″ N, 7° 17′ 51″ E |       |
| Quartiers anciens urbains                | Turckheim | 14 mai 1970        | 22,3            | | 48° 05′ 14″ N, 7° 16′ 27″ E |       |